# Cosberella yoshiana
Cosberella yoshiana är en urinsektsart som först beskrevs av Babenko 2000.  Cosberella yoshiana ingår i släktet Cosberella och familjen Hypogastruridae. Inga underarter finns listade i Catalogue of Life.